# Hermann zu Solms-Hohensolms-Lich
Fürst Hermann Adolf zu Solms-Hohensolms-Lich (* 15. April 1838 in Pirnitz; † 16. September 1899 in Lich) war ein deutscher Standesherr des Hauses Solms-Hohensolms-Lich und Politiker.

## Leben
Hermann war der älteste Sohn von Prinz Ferdinand zu Solms-Hohensolms-Lich (1806–1876) und dessen Gemahlin Caroline, Gräfin von Collalto und San Salvatore (1818–1855). Er besuchte das Gymnasium in Marburg, studierte dann in Göttingen.
Hermann zu Solms-Hohensolms-Lich war als hessischer Standesherr qua Verfassung 1872 bis 1874 und 1880 bis zu seinem Tode 1899 Mitglied der ersten Kammer der Landstände des Großherzogtums Hessen.
In den Jahren von 1881 bis 1899 war er auch Mitglied des Preußischen Herrenhauses. Weiterhin war er Mitglied des Provinziallandtags der Rheinprovinz.

## Nachkommen
Er heiratete 1865 in Jannowitz Gräfin Agnes zu Stolberg-Wernigerode (1842–1904), eine Tochter des Generals Wilhelm zu Stolberg-Wernigerode. Aus dieser Ehe gingen sieben Kinder hervor:
- Karl Fürst zu Solms-Hohensolms-Lich (1866–1920)
- Reinhard Ludwig Fürst zu Solms-Hohensolms-Lich (1867–1951)
- Anna Elisabeth Prinzessin zu Solms-Hohensolms-Lich (1868–1950)
- Eleonore Prinzessin zu Solms-Hohensolms-Lich (1871–1937), Großherzogin von Hessen
- Marie Mathilde Prinzessin zu Solms-Hohensolms-Lich (1873–1953)
- Caroline Prinzessin zu Solms-Hohensolms-Lich (1877–1958)
- Dorothea Prinzessin zu Solms-Hohensolms-Lich (1883–1942)